# Расаднички ножеви
Расаднички ножеви представљају ручни алат за резање биљних делова (материјала). Најчешће се потребљавају за калемљење, а ређе за кројење резница. Поред ножева у овој групи су маказе и тестерице.